# Baladre de Balada
El baladre de Balada (Nerium oleander) és un arbre que es troba a Balada, al municipi de Sant Jaume d'Enveja, el qual és el baladre de més alçària de tot Catalunya.

## Dades descriptives
- Perímetre del tronc a 1,30 m: 0,60 m.
- Perímetre de la base del tronc: 1,51 m.[1]
- Alçada: 8 m.
- Amplada de la capçada: 7 m.
- Altitud sobre el nivell del mar: 3 m.

## Entorn
Es troba en una placeta enjardinada amb jocs infantils i bancs, lleugerament elevat en una jardinera d'obra. L'acompanyen espècies de jardí (com ara, el boixac, la menta piperita, el lliri, la crassulàcia de fulla gran, el violer, la calèndula del Cap, el ficus de cautxú, la mèlia, la robínia i la morera blanca). Quant a animals, s'hi pot observar bàsicament ocells: martinet ros, gavià de potes grogues, pardal i oreneta.

## Aspecte general
S'aprecia un cert envelliment general. La planta no té un vigor excessiu, però tampoc sembla estar en un estat regressiu. Presenta dues necrosis severes a l'extrem més desenvolupat de la capçada, però en tractar-se d'una espècie realment resistent la seua situació no és preocupant. En aquesta espècie s'hi sol veure presència de pugó negre. Les dimensions que té són infreqüents al nostre país: habitualment, és un arbust de tronc discret, el qual rarament supera els 30 centímetres de perímetre. És molt possible que aquest exemplar hagi assolit aquesta mida gràcies a la bona situació (sòl lleuger i disponibilitat d'aigua) i també a l'atenció rebuda per part dels veïns (adobaments, esporgues adequades i regs). El 1999 passa a ser propietat municipal i s'enderrocà la casa sobre la qual es recolzava. Ara, l'arbre queda enmig d'una placeta al sud del nucli. Un suport subjecta les branques, que es bifurquen a 2 metres d'alçària.

## Curiositats
L'emplaçament actual del baladre és un parc enjardinat, però antigament hi havia tingut una taverna i un pou amb una figuera. Els veïns de Balada comenten que aquest arbre va ésser plantat per esqueix el 1924 per una noia que es deia Josepa (Pepa) Porres. L'Ajuntament de Sant Jaume d'Enveja s'ocupa dels tractaments fitosanitaris de l'arbre.

## A la cultura popular
El baladre de Balada apareix a les novel·les Mentre durin les espelmes i Mentre el cel no ens reclami de Josep Rodríguez i Ferrer tot ocupant la imatge de fons de la coberta en el segon llibre.